# ليا سارجنت
ليا سارجنت (بالإنجليزية: Lia Sargent)‏ هي كاتبة سيناريو وممثلة أمريكية، ولدت في 20 فبراير 1957 في لوس أنجلوس في الولايات المتحدة.

## وصلات خارجية
- ليا سارجنت على موقع IMDb (الإنجليزية)
- ليا سارجنت على موقع أول موفي (الإنجليزية)
- ليا سارجنت على موقع قاعدة بيانات الفيلم (الإنجليزية)
- ليا سارجنت على موقع ANN person (الإنجليزية)